# Selección de fútbol sub-17 de Burkina Faso
La Selección de fútbol sub-17 de Burkina Faso, conocida también como la Selección infantil de fútbol de Burkina Faso, es el equipo que representa al país en la Copa Mundial de Fútbol Sub-17 y en el Campeonato Africano Sub-17, y es controlada por la Federación Burkinesa de Fútbol.

## Historia
Desde su creación, han participado en 4 copas mundiales de la categoría, destacando en la edición del 2001 en Trinidad y Tobago en quedar en tercer lugar tras vencer a Argentina y también han sido campeones continentales en una ocasión.

## Palmarés
- Copa Mundial de Fútbol Sub-17:
  -  Tercero: 2001.

- Campeonato Africano Sub-17:
  -  Campeón: 2011.
  -  Subcampeón: 1999, 2001.
  -  Tercero: 2009, 2023.

### Mundial Sub-17
| Año                         | Fase             | Posición     | PJ           | PG           | PE           | PP           | GF           | GC           |
| --------------------------- | ---------------- | ------------ | ------------ | ------------ | ------------ | ------------ | ------------ | ------------ |
| China 1985                  | No clasificó     | No clasificó | No clasificó | No clasificó | No clasificó | No clasificó | No clasificó | No clasificó |
| Canadá 1987                 | No clasificó     | No clasificó | No clasificó | No clasificó | No clasificó | No clasificó | No clasificó | No clasificó |
| Escocia 1989                | No clasificó     | No clasificó | No clasificó | No clasificó | No clasificó | No clasificó | No clasificó | No clasificó |
| Italia 1991                 | No clasificó     | No clasificó | No clasificó | No clasificó | No clasificó | No clasificó | No clasificó | No clasificó |
| Japón 1993                  | No clasificó     | No clasificó | No clasificó | No clasificó | No clasificó | No clasificó | No clasificó | No clasificó |
| Ecuador 1995                | No clasificó     | No clasificó | No clasificó | No clasificó | No clasificó | No clasificó | No clasificó | No clasificó |
| Egipto 1997                 | No clasificó     | No clasificó | No clasificó | No clasificó | No clasificó | No clasificó | No clasificó | No clasificó |
| Nueva Zelanda 1999          | Fase de grupos   | 10°          | 3            | 1            | 1            | 1            | 4            | 4            |
| Trinidad y Tobago 2001      | Tercer lugar     | 3°           | 6            | 3            | 2            | 1            | 8            | 4            |
| Finlandia 2003              | No clasificó     | No clasificó | No clasificó | No clasificó | No clasificó | No clasificó | No clasificó | No clasificó |
| Perú 2005                   | No clasificó     | No clasificó | No clasificó | No clasificó | No clasificó | No clasificó | No clasificó | No clasificó |
| Corea del Sur 2007          | No clasificó     | No clasificó | No clasificó | No clasificó | No clasificó | No clasificó | No clasificó | No clasificó |
| Nigeria 2009                | Octavos de final | 14.º         | 4            | 1            | 1            | 2            | 6            | 7            |
| México 2011                 | Fase de grupos   | 24.º         | 3            | 0            | 0            | 3            | 0            | 6            |
| Emiratos Árabes Unidos 2013 | No clasificó     | No clasificó | No clasificó | No clasificó | No clasificó | No clasificó | No clasificó | No clasificó |
| Chile 2015                  | No clasificó     | No clasificó | No clasificó | No clasificó | No clasificó | No clasificó | No clasificó | No clasificó |
| India 2017                  | No clasificó     | No clasificó | No clasificó | No clasificó | No clasificó | No clasificó | No clasificó | No clasificó |
| Brasil 2019                 | No clasificó     | No clasificó | No clasificó | No clasificó | No clasificó | No clasificó | No clasificó | No clasificó |
| Indonesia 2023              | Fase de grupos   | 17°          | 3            | 1            | 0            | 2            | 3            | 6            |
| Catar 2025                  | Clasificado      | Clasificado  | Clasificado  | Clasificado  | Clasificado  | Clasificado  | Clasificado  | Clasificado  |
| Total                       | 5/19             | 27.°         | 19           | 6            | 4            | 9            | 21           | 27           |

### Campeonato Africano Sub-17
| Récord | Récord         | Récord       | Récord       | Récord       | Récord       | Récord       | Récord       | Récord |
| Año    | Ronda          | J            | G            | E            | P            | GF           | GC           |        |
| ------ | -------------- | ------------ | ------------ | ------------ | ------------ | ------------ | ------------ | ------ |
| 1995   | No clasificó   | No clasificó | No clasificó | No clasificó | No clasificó | No clasificó | No clasificó |        |
| 1997   | No clasificó   | No clasificó | No clasificó | No clasificó | No clasificó | No clasificó | No clasificó |        |
| 1999   | Subcampeón     | 5            | 2            | 2            | 1            | 5            | 5            |        |
| 2001   | Subcampeón     | 5            | 3            | 1            | 1            | 7            | 5            |        |
| 2003   | No clasificó   | No clasificó | No clasificó | No clasificó | No clasificó | No clasificó | No clasificó |        |
| 2005   | Fase de grupos | 3            | 1            | 0            | 2            | 3            | 5            |        |
| 2007   | Fase de grupos | 3            | 1            | 0            | 2            | 5            | 5            |        |
| 2009   | Tercer lugar   | 5            | 4            | 0            | 1            | 11           | 3            |        |
| 2011   | Campeón        | 5            | 4            | 0            | 1            | 11           | 6            |        |
| 2013   | No clasificó   | No clasificó | No clasificó | No clasificó | No clasificó | No clasificó | No clasificó |        |
| 2015   | No clasificó   | No clasificó | No clasificó | No clasificó | No clasificó | No clasificó | No clasificó |        |
| 2017   | No clasificó   | No clasificó | No clasificó | No clasificó | No clasificó | No clasificó | No clasificó |        |
| 2019   | No clasificó   | No clasificó | No clasificó | No clasificó | No clasificó | No clasificó | No clasificó |        |
| 2023   | Tercer Lugar   | 5            | 3            | 0            | 1            | 7            | 5            |        |
| 2025   | Cuarto Lugar   | 6            | 4            | 1            | 1            | 13           | 6            |        |
| Total  | 8/15           | 37           | 22           | 4            | 10           | 62           | 40           |        |